# Padre Antônio Pereira
Antônio Pereira de Albuquerque e Melo, o Padre Antônio Pereira (Capitania de Pernambuco, ? — Recife, 6 de setembro de 1817), foi um religioso e revolucionário brasileiro.
Foi um dos líderes e mártires da Revolução Pernambucana. Condenado à morte por crime de lesa-majestade, foi enforcado e esquartejado.

## Biografia
Filho de André de Figueiredo, Antônio Pereira de Albuquerque e Melo estudou no Seminário de Olinda, onde foi colega do Padre João Ribeiro, seu parente e amigo.
Foi o líder da Revolução Pernambucana na vila de Pilar, Capitania da Paraíba, onde era padre e professor de latim. Foi condenado à morte por crime de lesa-majestade, subindo ao patíbulo no Recife em 6 de setembro de 1817. Enforcado, teve o seu corpo morto esquartejado: o tronco foi arrastado a cauda de cavalos pelas ruas recifenses até o cemitério; suas mãos foram expostas na vila de Pilar; e sua cabeça foi exposta na cidade da Parahyba.